# Isaac Alfasi
O Rabino Isaac ben Yaakov Alfasi ha-Cohen (Alcalá dos Banu Hamade, 1013 — Lucena, 1103),  também conhecido como Isaac Hakohen, Alfassi ou o Rif (רי"ף) - foi um talmudista e possek (juiz em assuntos de halachá, a lei judaica). Ele é mais conhecido por seu trabalho em halachá, o código legal Sefer Hahalachot, considerado o primeiro trabalho fundamental literatura halachica. É um dos Rishonim, ou seja, um dos primeiros comentaristas do Talmude.
Embora tenha nascido no Alcalá dos Banu Hamade (atualmente na Argélia) e estudado em Cairuão (atualmente na Tunísia), passou mais de 40 anos em Fez, no Marrocos, e por isso é conhecido como Alfassi (em árabe: "de Fez"); Rif é o acrônimo em hebraico de "Rav Isaac alFassi".